# Euphonia cayennensis
El fruterito cayenero o fruterito de hombros dorados (Euphonia cayennensis) es una especie de ave paseriforme de la familia Fringillidae que vive en el noreste de Sudamérica.

## Distribución y hábitat
Se encuentra en las selvas húmedas tropicales del noreste de Brasil, la Guayana francesa, Guyana, Surinam y Venezuela.